# Нойнгайлінген
Нойнгайлінген (нім. Neunheilingen) — громада в Німеччині, розташована в землі Тюрингія. Входить до складу району Унструт-Гайніх. Складова частина об'єднання громад Шлотгайм.
Площа — 14,57 км2. Населення становить Невірний параметр metadata 16 064 048 ос. (станом на 31 грудня 2021).